# Jan Drewnowski (filozof)
Jan Franciszek Drewnowski (ur. 2 grudnia 1896 w Moskwie, zm. 6 lipca 1978 w Warszawie) – polski filozof, logik i myśliciel katolicki.

## Życiorys
Studia odbył w Warszawie oraz w Piotrogrodzie, doktoryzował się u Tadeusza Kotarbińskiego na podstawie pracy o logice Bernarda Bolzana w roku 1927. Był również uczniem Jana Łukasiewicza oraz Stanisława Leśniewskiego. Ukończywszy kurs inżynieryjny służył w wojsku rosyjskim w stopniu oficera. Później, gdy wrócił z Rosji do Warszawy służył również w polskim wojsku. W czasie Obrony Warszawy w 1939 roku był adiutantem dowódcy saperów. Po kapitulacji przebywał w oflagu do 1945 roku. Po wojnie przebywał w wojsku w Rzymie i Anglii, w 1947 powrócił do kraju. Był doradcą ministerialnym w Centralnym Urzędzie Planowania, a także naukowym w Instytucie Ekonomiki i Organizacji Przemysłu. Był również redaktorem słowników technicznych.
Wraz z o. Józefem Marią Bocheńskim, Bolesławem Sobocińskim oraz ks. Janem Salamuchą współtworzył tzw. Koło Krakowskie. Wspólnie z księdzem Janem Salamuchą zaproponował analizę scholastycznego pojęcia analogii. Pod jego wpływem nawrócił się na katolicyzm. Drewnowski, podobnie jak Jan Łukasiewicz, był zwolennikiem poglądu o możliwości aksjomatyzacji filozofii. Był tomistą. Dążył do uściślenia pojęć filozoficznych oraz teologicznych przy wykorzystaniu logiki formalnej. Był pionierem stosowania semiotyki do zagadnień filozoficznych. Głosił potrzebę zasymilowania osiągnięć nowoczesnej logiki w myśli katolickiej.
Pochowany na cmentarzu Powązkowskim (kwatera 21-5-1a).